# 佩列季克
49°57′14″N 27°40′55″E / 49.95389°N 27.68194°E
佩列季克（烏克蘭語：Перетік）是烏克蘭北部的村莊，隸屬日托米爾州的日托米爾區。該村面積5.43平方公里，海拔高度245米，2001年人口180，人口密度每平方公里33.16人。